# Sommerschafweide am Hochbucher Weg
Die Sommerschafweide am Hochbucher Weg ist ein vom Landratsamt Münsingen am 31. Mai 1955 durch Verordnung ausgewiesenes Landschaftsschutzgebiet auf dem Gebiet der Gemeinde Römerstein.

## Lage
Das nur 4,3 Hektar große Landschaftsschutzgebiet liegt etwa einen halben Kilometer nördlich des Römersteiner Ortsteils Donnstetten im Gewann Loch. Es gehört zum Naturraum Mittlere Kuppenalb.
Geologisch liegt das Gebiet an der Grenze zwischen dem unteren und dem Oberen Massenkalk des Oberjura.

## Landschaftscharakter
Das Gebiet wird von Streuobstwiesen dominiert. Im Norden befinden sich einige Feldgehölze und ein kleiner Kalkmagerrasen, der von der früheren Nutzung als Sommerschafweide zeugt.

## Zusammenhängende Schutzgebiete
Das Gebiet liegt in der Pflegeszone des Biosphärengebiets Schwäbische Alb und im FFH-Gebiet Kuppenalb bei Laichingen und Lonetal.